# Charles Picqué
Charles Picqué (ur. 1 listopada 1948 w Etterbeek) – belgijski francuskojęzyczny polityk i ekonomista, były minister federalny, wieloletni minister-prezydent Regionu Stołecznego Brukseli (1989–1999 i 2004–2013).

## Życiorys
Ukończył magisterskie studia ekonomiczne w Louvain School of Management działającej w ramach Uniwersytetu Katolickiego w Leuven.
Zaangażował się w działalność walońskiej Partii Socjalistycznej. W latach 80. był radnym Sint-Gillis i następnie Brabancji. Od 1985 zajmuje stanowisko burmistrza Sint-Gillis. W latach 1988–1990, 1999–2000 i 2003–2004 zasiadał w federalnej Izbie Reprezentantów.
Od 1988 do 1989 był ministrem wspólnoty francuskiej ds. stosunków społecznych. Następnie przez dziesięć lat wykonywał obowiązki ministra-prezydenta Regionu Stołecznego, odpowiadając także m.in. za planowanie miejskie, zatrudnienie i regenerację budynków. Od 1995 do 1999 ponownie wchodził jednocześnie w skład władz wspólnoty francuskiej jako minister spraw kulturalnych.
W 2000 objął urząd ministra gospodarki i badań naukowych w centralnym rządzie Guya Verhofstadta, funkcję tę pełnił do 2003. Rok później ponownie został ministrem-prezydentem w Brukseli, sprawując ten urząd do 2013. W 2014 objął funkcję przewodniczącego stołecznego parlamentu, nie kandydował w kolejnych wyborach w 2019.